# Lophocyclus pumilus
Lophocyclus pumilus är en mångfotingart som beskrevs av Loomis 1936. Lophocyclus pumilus ingår i släktet Lophocyclus och familjen Sphaeriodesmidae. Inga underarter finns listade i Catalogue of Life.